# Église de Kankaanpää
L'église de Kankaanpää (finnois : Kankaanpään kirkko) est une église luthérienne  située à Kankaanpää en Finlande,.

## Architecture
L'église, de  style néoclassique , est conçue par Carl Ludvig Engel et inaugurée le 2 juin 1839 .
Elle dispose de 1000 sièges.
Sa tour s'élève à 24 mètres de hauteur et on peut la voir par exemple de la tour d'observation du parc national de Lauhanvuori.
La nef est coiffée d’une coupole située à 16 mètres de haut.
Les murs sont décorés en 1938-1939 par Urho Lehtinen.
Le retable, peint en 1922 par Felix Frang, représente la Transfiguration du Christ.
L'orgue à 40 jeux est fabriqué par Hans Heinrich.